# Георгіос II
Георгіос II (д/н — бл. 1001) — цар держави Мукурри-Нобатії та цар Алви.

## Життєпис
Стосовно цього правителя виникла плутанина. Його часто плутають з Георгіосом I. Частина вважають Георгіоса II старшим сином останнього. Разом з тим Захаріаса III розглядають як сина Георгіоса II. В той же час є свідчення, що той не мав синів. З огляду на це більшість вчених розглядає варіант, коли Захаріас III був батьком Георгіоса II. За ще однією версією його батьком був старший син Георгіоса I, що помер до 887 року. Тому лише після смерті стрийка Захаріаса III посів трон.
Продовжив відбивати напади арабських військовиків та шейхів бедуїнів. При цьому надавав потужну підтримку коптському патріарху Філофею. Зумів об'єднати під своєю владою усі нубійські держави, через шлюб або військовим чином підкоривши Алву після смерті царя Стефаноса (Астабана). Мав постійні дипломатичні контакти з негусами Ефіопії. 
У внутрішній політиці зміцнював міста, зводив церкви та сприяв торгівлі. Його панування вважається золотим віком Мукурри. Трон перейшов до Рафаеля — сина сестри Георгіоса II.